# Peter Turang

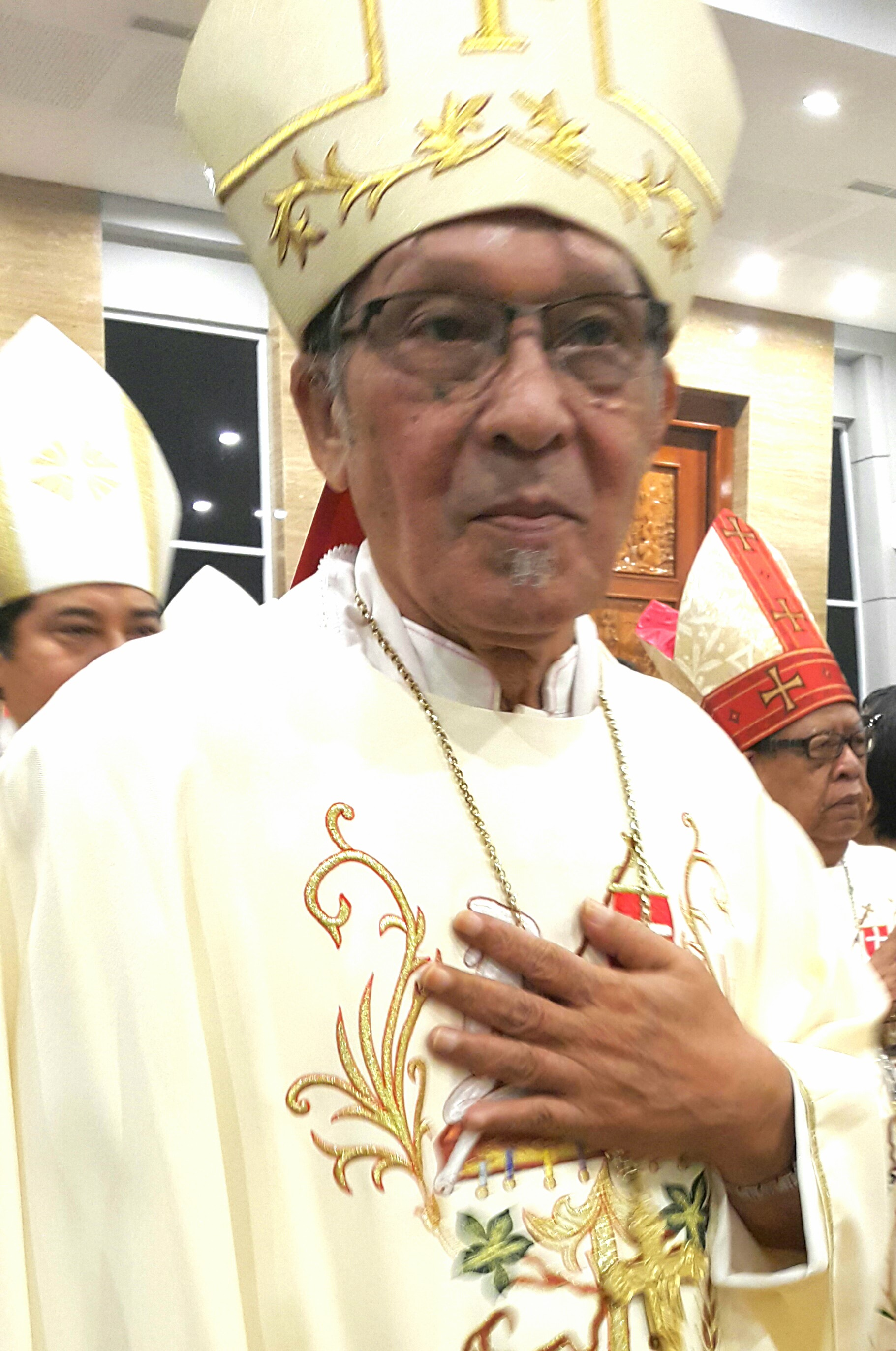
Erzbischof Peter Turang (2017)

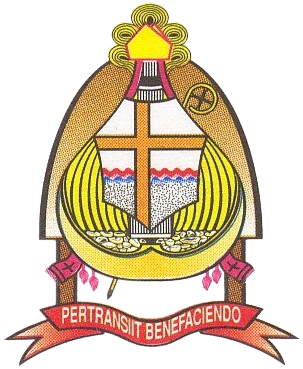
Turangs Bischofswappen

Peter Turang (* 23. Februar 1947 in Tataaran; † 4. April 2025 in Jakarta) war ein indonesischer Geistlicher und römisch-katholischer Erzbischof von Kupang.

## Leben
Peter Turang empfing am 18. Dezember 1974 durch Bischof Theodorus Hubertus Moors MSC das Sakrament der Priesterweihe für das Bistum Manado.
Papst Johannes Paul II. ernannte ihn am 21. April 1997 zum Koadjutorerzbischof von Kupang. Der Erzbischof von Jakarta und Militärbischof von Indonesien, Julius Riyadi Kardinal Darmaatmadja SJ, spendete ihm am 27. Juli desselben Jahres die Bischofsweihe; Mitkonsekratoren waren Gregorius Manteiro SVD, Erzbischof von Kupang, und Erzbischof Pietro Sambi, Apostolischer Pro-Nuntius in Indonesien.
Mit dem Tod Gregorius Manteiros SVD folgte er diesem am 10. Oktober 1997 im Amt des Erzbischofs von Kupang nach.
Papst Franziskus nahm am 9. März 2024 seinen altersbedingten Rücktritt an.
Peter Turang starb am 4. April 2025 nach langjähriger Herzerkrankung im Pondok-Indah-Krankenhaus in Jakarta.